# Premio Bharat Ratna
Bharat Ratna es el galardón civil con más prestigio de la India. 
El Bharat Ratna (Joya de la India) es la condecoración y honor supremos de la India, concedido por elevados niveles de servicios a la Nación. Dichos servicios incluyen logros artísticos, literarios y científicos, así como el «reconocimiento al servicio a la nación en mayor grado». A diferencia de los caballeros, los que se reconocen con el Bharat Ratna no ostentan un título especial, pero sí tienen un lugar en el orden de precedencia. 
Esta condecoración fue concedida a Amartya Sen en 1999.

## Lista completa de galardonados
| Nombre                        | Nacimiento / muerte | Año  | Notas                    |
| ----------------------------- | ------------------- | ---- | ------------------------ |
| Dr. Sarvepalli Radhakrishnan  | 1888–1975           | 1954 |                          |
| Chakravarti Rajagopalachari   | 1878–1972           | 1954 |                          |
| Dr C.V. Raman                 | 1888–1970           | 1954 |                          |
| Dr Bhagwan Das                | 1869–1958           | 1955 |                          |
| Dr Mokshagundam Visvesvarayya | 1861–1962           | 1955 |                          |
| Jawaharlal Nehru              | 1889–1964           | 1955 |                          |
| Govind Ballabh Pant           | 1887–1961           | 1957 |                          |
| Dr Dhondo Keshav Karve        | 1858–1962           | 1958 |                          |
| Dr B. C. Roy                  | 1882–1962           | 1961 |                          |
| Purushottam Das Tandon        | 1882–1962           | 1961 |                          |
| Dr Rajendra Prasad            | 1884–1963           | 1962 |                          |
| Dr Zakir Hussain              | 1897–1969           | 1963 |                          |
| Dr Pandurang Vaman Kane       | 1880–1972           | 1963 |                          |
| Lal Bahadur Shastri           | 1904–1966           | 1966 | Póstumo                  |
| Indira Gandhi                 | 1917–1984           | 1971 |                          |
| V.V. Giri                     | 1894–1980           | 1975 |                          |
| K. Kamraj                     | 1903–1975           | 1976 | Póstumo                  |
| Madre Teresa de Calcuta       | 1910–1997           | 1980 | Nacionalizada india      |
| Acharya Vinoba Bhave          | 1895–1982           | 1983 | Póstumo                  |
| Khan Abdul Ghaffar Khan       | 1890–1988           | 1987 | Primera persona no india |
| M.G. Ramachandran             | 1917–1987           | 1988 | Póstumo                  |
| Dr Bhim Rao Ramji Ambedkar    | 1891–1956           | 1990 | Póstumo                  |
| Nelson Mandela                | 1918–2013           | 1990 | Segunda persona no india |
| Rajiv Gandhi                  | 1944–1991           | 1991 | Póstumo                  |
| Sardar Vallabhbhai Patel      | 1875–1950           | 1991 | Póstumo                  |
| Morarji Desai                 | 1896–1995           | 1991 |                          |
| Abul Kalam Azad               | 1888–1958           | 1992 | Póstumo                  |
| J.R.D. Tata                   | 1904–1993           | 1992 |                          |
| Satyajit Ray                  | 1922–1992           | 1992 |                          |
| Subhash Chandra Bose          | 1897–1945(?)        | 1992 | Retirado más tarde       |
| A.P.J. Abdul Kalam            | n. 1931             | 1997 |                          |
| Gulzarilal Nanda              | 1898–1998           | 1997 |                          |
| Aruna Asaf Ali                | 1908–1996           | 1997 | Póstumo                  |
| M.S. Subbulakshmi             | 1916–2004           | 1998 |                          |
| C Subramaniam                 | 1910–2000           | 1998 |                          |
| Jayaprakash Narayan           | 1902–1979           | 1998 | Póstumo                  |
| Ravi Shankar                  | 1920–2012           | 1999 |                          |
| Amartya Sen                   | n. 1933             | 1999 |                          |
| Gopinath Bordoloi             | 1890–1950           | 1999 | Póstumo                  |
| Lata Mangeshkar               | n. 1929             | 2001 |                          |
| Bismillah Khan                | 1916–2006           | 2001 |                          |
| Bhimsen Joshi                 | 1922-2011           | 2008 |                          |
| C. N. R. Rao                  | n. 1934             | 2014 |                          |
| Sachin Tendulkar              | n. 1973             | 2014 |                          |
| Madan Mohan Malaviya          | 1861-1946           | 2015 | Póstumo                  |
| Atal Bihari Vajpayee          | 1924 -2018          | 2015 |                          |
| Pranab Mukherjee              | n. 1935             | 2019 |                          |
| Bhupen Hazarika               | 1926-2011           | 2019 | Póstumo                  |
| Nanaji Deshmukh               | 1916-2010           | 2019 | Póstumo                  |